# Zulema de la Cruz
María Zulema de la Cruz Castillejo (Madrid, 9 de marzo de 1958) es una compositora musical española.

## Biografía
Es titulada Superior en Piano y Composición por el Real Conservatorio Superior de Música de Madrid, Master of Arts en la especialidad de Composición y Música por Ordenador por la Universidad Stanford y Diploma de Estudios Avanzados por la SEK University de Segovia. Amplió sus conocimientos sobre Música Electroacústica a través de Ordenador con J. Chowning, financiada por la beca de doctorado George Maile Center for Computer Research in Music and Acoustic, de la Universidad Stanford, 1986-88. Doctora en Cultura y Comunicación por la IE Universidad de Madrid, defendió su tesis doctoral en 2015 con el título Laboratorio de Investigación y Composición Electroacústica y por Ordenador del Real Conservatorio Superior de Música de Madrid.

### Trayectoria profesional
Entre 1988-2018 desarrolló su labor docente e investigadora en Composición Electroacústica en el Laboratorio de Investigación y Composición Electroacústica y por Ordenador del Real Conservatorio Superior de Música de Madrid, del que ha sido creadora, responsable y catalogadora de sus producciones.
Como profesora colaboradora participó en diversos cursos, como el curso Internacional Manuel de Falla (Granada 88), el curso de Música por Ordenador en la Universidad Internacional Menéndez Pelayo, también en Universidad de Oviedo, el curso de música del siglo XX en Sitges (1998), Universidad Europea del Saxofón, o el curso de Composición Electroacústica de la AIE en la Universidad Carlos III de Madrid.
Desde 1996 pertenece al Consejo Asesor del Concurso Internacional de Piano “Premio Jaén”, siendo en 1998 la autora de su obra obligada “Trazos del sur” para su XL Edición. Esta obra forma parte de la colección En Torno al Sur que contiene ocho piezas compuestas entre los años 1997 y 2005.
En 1997 y 1998 dirigió el VI y VII Festival de Música Electroacústica de España, Punto de Encuentro.
En 2004, ingresó en la Academia de las Artes y las Ciencias de la Música.
En 2005, 2008 y 2009 quedó finalista de la IX, XII y XIII Ediciones del mismo premio con las obras “Obertura Hispania” (Coro y Orquesta) encargo de la Fundación Siemens 2003 y editada en el disco Concierto de Navidad Siemens 2003, “Soluna” (Grupo Instrumental y Electroacústica) encargo de la Fundación Sax Ensemble y editada en el disco Zulema de la Cruz Monográfico “Obras para Saxofón” (Iberautor, 2005) y “Evocazione Rossiniana” editada en el disco Weber&Rossini, Josep Fuster, clarinete e Isabel Hernández, piano (Columna música, 2008).
En 2008, se estrenó el “Concierto n.º 3 para violín y orquesta sinfónica “Tres Culturas” como encargo de la Fundación Autor y la Fundación Aeos, con Manuel Guillén como solista y la Orquesta de Radio Televisión Española dirigida por Adrián Leaper. Esta obra está dedicada a la paz entre los pueblos y a la memoria de Rafael Nebot y editada en el disco Nueva Creación Sinfónica 3. Fundación Autor, AEOS, Sello Autor y Arteria Promociones Culturales.
En 2009 estrenó en el Auditorio Nacional de Música de Madrid, el Concierto n.º 1 para clarinete y orquesta sinfónica “Ártico” como encargo de la Orquesta y Coro de la Comunidad de Madrid, con Justo Sanz como solista y la Orquesta de la Comunidad de Madrid dirigida por José Ramón Encinar.
En 2010 se estrenó en Venezuela a cargo del grupo La Folía y la soprano Celia Alcedo, la obra “Agua y Sueño, Canto para un descubrimiento” con texto de Antonio Maura, en el VI Festival Latinoamericano de Música de Caracas. Esta obra había sido estrenada en España por La Folía en 2006.
En 2011 se estrenó el Concierto N.º 2 para Clarinete y Orquesta de Cuerda “Luces del Alba” con la Orquesta de Cámara Cordobesa y Josep Fuster como solista en el XIV Festival de Música Contemporánea Córdoba 2011, como encargo de dicho Festival.
En 2012 el guitarrista Gabriel Estarellas le encargó y le estrenó para conmemorar su sexagésimo aniversario la obra “Ecos de una cuerda” en el concierto organizado por el Centro Nacional de Difusión Musical en su temporada 2012-13, en el Auditorio Reina Sofía de Madrid.
En 2013 se estrenó la versión para Orquesta Sinfónica del Concierto para Saxo Alto y Orquesta “Mediterráneo” con la Orquesta Sinfónica de la UAM, Francisco Martínez como solista y Enrique Muñoz como director. La versión para Grupo Instrumental y Saxo Alto se estrenó en 2002 en el Auditorio Nacional de Música de Madrid a cargo del mismo solista al que está dedicado y del Grupo Sax Ensemble.
También en 2013 vio la luz, la obra “Solsticio de verano” encargo de la Fundación Colmenero, dedicada e interpretada por Sergio Lecuona al violín y Adriana Gómez Cervera al piano.
En 2014 se estrenó la obra “Canto a las víctimas inocentes” a cargo de la Orquesta y Coros de la Comunidad de Madrid con Víctor Pablo Pérez a la batuta, encargo de la Fundación Aeos y Fundación Sgae y en diciembre de este mismo año, el Cuarteto de Cuerda Nº3 “The Outer Limits” con Electroacústica, encargo del Centro Nacional de Difusión Musical español, Inaem-mecd a cargo del Cuarteto Bretón y la autora con la electroacústica.
También en noviembre de 2014, participó como ponente y compositora en la Gira por Brasil “España-Brasil, Puente entre Culturas (Literatura y música entre las dos orillas del Atlántico) con el Grupo La Folía, la soprano Celia Alcedo, el escritor Antonio Maura y el compositor y musicólogo Pablo Sotuyo.
En 2015 se estrenó en el Festival de Música Contemporánea de Madrid 2015, "Balada del Amanecer" en versión de saxofón alto y piano con Antonio Cánovas saxo y Elena Miguélez piano.
Realizó grabaciones de más de 35 obras en CD, y grabaciones en Radio Nacional de España-Radio Clásica (RNE) y Televisión. Fue premiada en numerosos concursos de composición, asesora y jurado de múltiples instituciones. Sus obras, encargo de diversas entidades, han sido interpretadas en Europa, EE. UU., Canadá, América del Sur, Japón, China y Australia.

## Profesora
En su labor docente ha tenido un gran número de alumnos y alumnas. En el Real Conservatorio Superior de Música de Madrid , en la Universidad Internacional de La Rioja, así como en Musikex en Plasencia(Cáceres).
Se han formado con ella un grupo de compositores y compositoras considerable, destacando los siguientes: Victor Padilla, Alberto Carretero, Zeltia Montes, Juan Medina y Antonio Manuel Martínez Heredia. 

## Grabaciones en CD
Algunas grabaciones en CD:
- Perfil de una Generación III (Círculo de Bellas Artes 1990).
- Compositoras Madrileñas (Comunidad Madrid y RNE 1991).

- Piano Susana Marín (Comunidad Madrid y RNE 1991).
- Memorias Electroacústicas VolII (AMEE 1992).
- Música Española para Saxofón y Electroacústica (Comunidad de Madrid 1996).
- IBERSAX Kientzy (Nova Musica 2000).
- Concierto de Navidad Siemens (Fundación Siemens 2003).
- Premio Jaén de Piano 1953-2003 (Diputación de Jaén 2003).
- Saxofonía (Ad Libitum 2004).
- Monográfico Zulema de la Cruz (Col legno 2005).
- Zulema de la Cruz Monográfico “Obras para Saxofón” (Iberautor, 2005).
- Contemporary Spanish Music in Europe. Vol2, Vol3.
- Archaeus Ensemble. (ECCA 2000).
- Homenaje 70.º Aniversario Luis de Pablo (ECCA 2000).
- Homenaje 60.º Aniversario Tomás Marco (ECCA 2002).
- Trío Monpou XXV años 1982-2007 (Sello Autor e Iberautor, 2007).
- El violín del siglo XXI Compositores Españoles (Iberautor, 2007).
- CD Diez poetas. Diez músicos. Calambur. Poesía 77. (Iberautor, 2007).
- Festival Internacional de Santander, Vol 10. Concierto Cántabro. (RTVE Música, 2007).
- Solo Rumores. Ana Cervantes piano. (Star Track Studios, México DF, 2007).
- Weber&Rossini. Josep Fuster, clarinete e Isabel Hernández, piano. (Columna música, 2008).
- Cinco versiones musicales para tres poemas inéditos de Ángel González. Joaquín Pixán, tenor y Guillermo Pastrana, violonchelo.(Andante Producciones Culturales, 2008).
- DVD conmemorativo de la Asociación Sierra Musical en su XXV aniversario 2008 con la inclusión de la obra encargo para difusión cultural. Obra Canciones de Tasia.
- Nueva Creación Sinfónica 3. Concierto Tres Culturas. Orquesta RTVE, solista Manuel Guillén, director Adrián Leaper. (Fundación Autor, AEOS, Sello Autor y Arteria Promociones Culturales, 2009).
- Poemas musicados de Pablo García Baena, Joaquín Pixán, tenor. (Andante Producciones Culturales, 2009).
- Música Virtuosa, III. Josep Fuster, clarinete e Isabel Hernández, piano. Balada del Amanecer. (Columna Musica, 2012).
- Música y Cervantes IV. De la dulce mi enemiga Mujeres Cervantinas. Guitarra, Isabel Gil Vera. La Cueva de Montesinos, (Columna Música, 2015).

## Obras
Algunas de sus obras son:
- "Quinteto lorquiano", en 1998.[6]
- “El Color del Cuarzo” para Orquesta Sinfónica, encargo de la Orquesta y Coro Nacionales de España (1999).
- “Obertura Hispania” (Coro y Orquesta), encargo de la Fundación Siemens 2003.
- "Hispania", en 2003,[7] encargo de la Fundación Siemens, para la Orquesta y Coro Filarmonía.
- “Soluna” (Grupo Instrumental y Electroacústica) encargo de la Fundación Sax Ensemble, 2005.
- “Evocazione Rossiniana”, en 2008.
- Ecos de una cuerda”, en 2012. Encargo del guitarrista Gabriel Estarellas.
- "Luces del Alba", en 2013.[8]
- Concierto para violín y orquesta n.º3, Tres Culturas, en 2014.[9]
- Canto a las víctimas inocentes, en 2015.[10]

## Premios y reconocimientos
- Premio Nacional de Música en interpretación, en 1997.[1]
- Premio de la Música IV Edición, al mejor autor de música clásica, con la obra “El Color del Cuarzo” para Orquesta Sinfónica. Academia de las Artes y las Ciencias de la Música, en 2000.[1]
- Música IX Edición, al mejor autor de música clásica, en 2005 con "Obertura hispania".[1]
- Música X Edición, al mejor autor de música clásica. Concierto N.º1 para piano y orquesta “Atlántico”, en 2006.[1]
- Música XIV Edición, al mejor autor de música clásica, en 2010. “Canciones del alba” para Tenor y Violonchelo.[1]
- Recibe la Insignia de Oro de la Fundación Colmenero, en 2009.[1]
- Le otorgan la Insignia de Oro del Real Conservatorio Superior de Música de Madrid, en 2009.[1]
- Premio en Música de la XIX Edición Premio Nacional de Cultura Viva, en 2010.[1]